# Lim Xiaoqing
Lim Xiaoqing –nacida como Sun Xiaoqing, en chino, 孫小青– (25 de agosto de 1967) es una deportista china que compitió en bádminton, en las modalidades individual y dobles. Desde la década de 1990 compitió bajo la bandera de Suecia.
Ganó una medalla de bronce en el Campeonato Mundial de Bádminton de 1989 y cuatro medallas en el Campeonato Europeo de Bádminton entre los años 1992 y 1994.

## Palmarés internacional
| Representando a China  |                          |                   |            |
| Campeonato Mundial     |                          |                   |            |
| Año                    | Lugar                    | Medalla           | Prueba     |
| 1989                   | Yakarta (Indonesia)      | Medalla de bronce | Dobles     |
| Representando a Suecia |                          |                   |            |
| Campeonato Europeo     |                          |                   |            |
| Año                    | Lugar                    | Medalla           | Prueba     |
| 1992                   | Glasgow (Reino Unido)    | Medalla de oro    | Dobles     |
| 1992                   | Glasgow (Reino Unido)    | Medalla de bronce | Individual |
| 1994                   | Den Bosch (Países Bajos) | Medalla de oro    | Individual |
| 1994                   | Den Bosch (Países Bajos) | Medalla de oro    | Dobles     |